# Sturmabteilung Roßbach

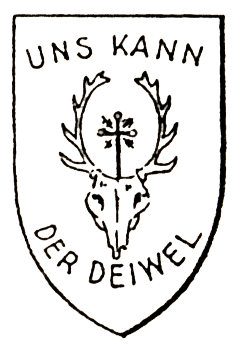
Emblem des „Freikorps Roßbach“

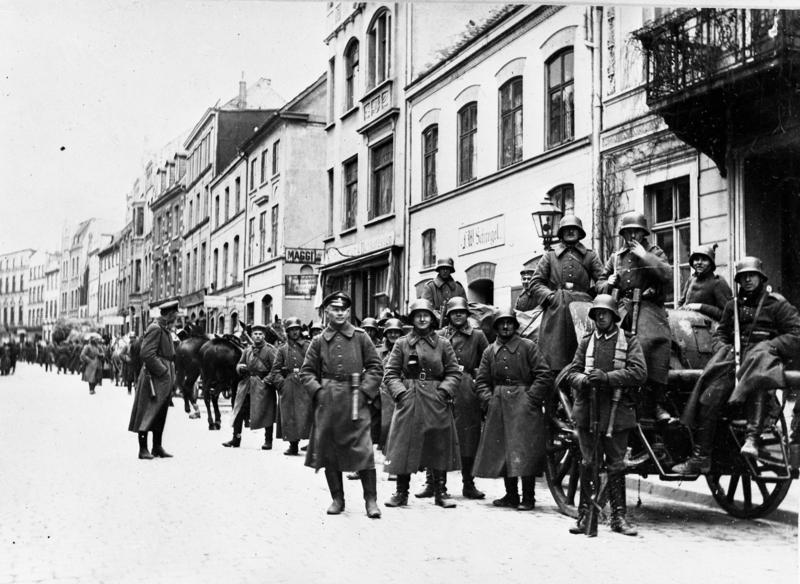
Soldaten des Freikorps Roßbach in Wismar während des Kapp-Putsches 1920

Das Freikorps Roßbach war ein Freikorps in der Zeit der Weimarer Republik. Unter Befehl Gerhard Roßbachs war es 1919 an Kämpfen in Westpreußen und im Baltikum beteiligt. Nach seiner Reaktivierung während des Kapp-Lüttwitz-Putsches 1920 offiziell aufgelöst, bestand es illegal weiter und war an der Niederschlagung von Unruhen innerhalb des Deutschen Reiches sowie 1921 an Kämpfen mit polnischen Verbänden in Oberschlesien beteiligt.

## Geschichte
Das Freikorps Roßbach wurde auf Befehl des Gouvernements der Festung Graudenz/Westpreußen von Oberleutnant Gerhard Roßbach (1893–1967) aus den Resten eines unter seinem Befehl stehenden Maschinengewehr-Lehrkommandos aufgestellt. Die Einheit besaß am 22. November 1918 eine Stärke von 4 Offizieren, 11 Unteroffizieren und 66 Mann. Wie viele andere Freikorps trug sie den Namen ihres 25-jährigen Führers: „Freiwillige Grenzschutz Maschinengewehr-Kompanie (MGK) Roßbach“. Bis zum Jahreswechsel 1918/19 war die Roßbach-Kompanie südlich von Strasburg/Westpreußen im Grenzschutz Ost eingesetzt. Im Januar 1919 wurde sie ins Innere Westpreußens zurückgezogen, um Unruhen niederzuschlagen. Sie war in Strasburg, Thorn und Briesen aktiv.
Nach weiterem Einsatz im Sicherungsdienst in Westpreußen brach das durch Werbung auf mittlerweile fast tausend Mann angewachsene Freikorps Roßbach am 19. Oktober 1919 in das Baltikum auf. Es war gut mit Waffen und Munition ausgerüstet. Roßbach hatte zahlreiche Gesuche um Versetzung ins Baltikum an die Oberste Heeresleitung (OHL), die seit Januar 1919 wegen des Grenzschutz Ost in Kolberg im Osten Deutschlands stationiert war, gerichtet. Obwohl man auch in der OHL von der Lage der im Baltikum kämpfenden deutschen Truppen wusste, wurden diese Gesuche aus außenpolitischen Gründen abgelehnt. Roßbach – wegen Meuterei und Gehorsamsverweigerung steckbrieflich gesucht – konnte unter Androhung von Gewalt die Grenze nach Lettland überschreiten.
Das Freikorps Roßbach unterstützte die bedrängten Truppen der Freiwilligen Russischen Westarmee und der Eisernen Division. Es wurde an der Dünafront eingesetzt. Unter schweren Verlusten deckte es den geordneten Rückzug der Baltikumtruppen. Am 16. Dezember 1919 überschritten die Einheiten des Freikorps Roßbach als letzte Truppe die deutsche Grenze.
Ins Reich zurückgekehrt, erhielt Roßbach den Befehl, sein Freikorps in Ratzeburg aufzulösen. Große Teile des Freikorps blieben jedoch in Ostpreußen und fanden dort Arbeit in Tarnunternehmen, die den illegalen Erhalt der Truppe gewährleisten sollten.
Bei Beginn des Kapp-Putsches am 13. März 1920 mobilisierte Roßbach sein Freikorps vom geheim in Berlin weiterbestehenden Stab aus. Es sammelte sich in Görries bei Schwerin, wurde von der Reichswehr ausgerüstet und unterstand der Reichswehr-Brigade 9 unter Generalmajor von Paul Emil von Lettow-Vorbeck (1870–1964). Die als „Reichswehr-Jägerbataillon 37 Roßbach“ bezeichnete Einheit wurde gegen die in der Folge des Kapp-Putsches ausgebrochenen Unruhen zunächst in Mecklenburg und ab April 1920 auch im Ruhrgebiet eingesetzt.

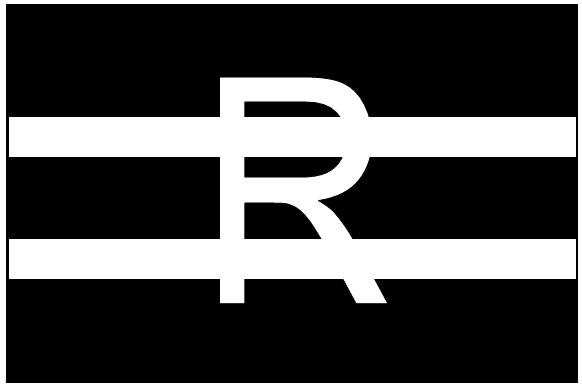
Fahne der Sturmabteilung Roßbach (Vorderseite)

Nach der erneuten Auflösung am 20. Mai 1920 wurden große Teile der Mannschaften geschlossen in der Landwirtschaft Mecklenburgs und Pommerns untergebracht. Wie anlässlich des Stettiner Fememordprozesses im Frühjahr 1929 bekannt wurde, geschah dies mit Wissen des zuständigen Wehrkreiskommandos II bzw. der Führung der 2. Division der Reichswehr in Stettin, die auch über die geheime Bewaffnung dieser illegalen Reserven im Bilde war. Zugleich waren alle ehemaligen Kämpfer in der „Arbeitsgemeinschaft Roßbach“ eingetragen. Diese war mit ihren rund 1.500 Mitgliedern in regionalen Gruppen über das ganze Reich verteilt und hielt engen Kontakt zur Reichswehr.
An der Niederschlagung des am 3. Mai 1921 ausgebrochenen 3. polnischen Aufstandes in Oberschlesien, mit dem Polen die Ententemächte und das Deutsche Reich vor vollendete Tatsachen stellen wollte, beteiligte sich auch der Gau Schlesien der „Arbeitsgemeinschaft Roßbach“. Roßbach selbst übernahm von Kreuzburg/Oberschlesien aus die Organisation. Die Angehörigen des Freikorps kämpften hier im Verbund mit dem Selbstschutz Oberschlesien unter dem Namen „Freiwilligen-Abteilung Schlesien“. Ihre Verluste im Kampf gegen die Polen beliefen sich auf 12 Tote und 49 Verwundete. Das Freikorps Roßbach war zu diesem Zeitpunkt keine unpolitische militärische Formation, sondern eine militant rechtsextreme Organisation:
„Gerade die oberschlesischen Kämpfe brachten auch bei den Roßbachern eine ideologische Radikalisierung mit sich. Gleichzeitig nahm die Praxis der Fememorde an angeblichen Verrätern deutlich zu.“
Nach dem Ende des Einsatzes der Roßbacher in Schlesien wurde das Freikorps auf Druck der Reichsregierung aufgelöst. Roßbach richtete daraufhin weiterhin unter militärischen Vorzeichen organisierte Nachfolgeorganisationen wie die „Arbeitsgemeinschaft Roßbach“ oder eine Lehrgemeinschaft für Landwirtschaft ein. Zur Jahreswende 1922/1923 waren in diesen noch immer 20.000–30.000 Mann gesammelt.
Gerhard Roßbach wandte sich der völkischen Jugendarbeit zu. Die von ihm geführte Spielschar Ekkehard war im ganzen Reich, aber auch im Ausland bekannt.

## Nachfolgeorganisation
Nach der formalen/offiziellen Auflösung des Freikorps Roßbach schuf Roßbach eine nicht-abreißende Serie von immer neuen Organisationen, in denen er seine Anhänger sammelte, die das (schein-)aufgelöste Freikorps ersetzte bzw. die (wenn eine dieser Nachfolgeorganisationen selbst verboten wurde) einander ersetzten (weil eine Ersatzorganisation durch eine Ersatzorganisation für die Ersatzorganisation ersetzt wurde). Dies ging so weit, dass es auch eine breitere Öffentlichkeit bemerkte: Die Nationalzeitung in Wien notierte in ihrer Ausgabe vom 12. November 1922, dass Roßbach eine „sehr rege Tätigkeit“ bei der „Begründung und Propagierung von Geheimorganisationen“ entfalten würde.
Im Einzelnen lassen sich folgenden Nachfolgeorganisationen der Sturmabteilung Roßbach nachweisen:
- Arbeitsgemeinschaft Roßbach (existierte von Januar/Mai 1920 bis November 1921), diese bestand in:
  - Pommern, Sitz der Organisation für Pommern: Gut Sadow, Kreis Pyritz
  - Mecklenburg (auch als „Arbeitsgemeinschaft Roßbach, Gau Hubertus“ bezeichnet), Sitz der Organisation für Mecklenburg: Gut Kalsow
  - Schlesien
  - Brandenburg
  - innerhalb der Arbeitsgemeinschaft existierte ein „Soldatentreubund“ der angeblich im April 1921 aufgelöst wurde
- Nationale Sparvereinigung (1921 bis 1922), mit den Unterorganisationen:
  - Sparvereinigung Berlin
  - Sparvereinigung Pommern
  - Verein für landwirtschaftliche Berufsausbildung in Mecklenburg
  - Verein schlesischer Landwirte zur Ausbildung einheimischer Arbeiter für Land- und Forstwirtschaft
  - Verein deutscher Wanderfahrer
- Deutsche Auskunftei (auch: Deutsches Auskunfts- und Dektivbüro)
- Verein für die Wahrung der Interessen deutscher Grenzmärker (z. T. auch Vereinigung zur Wahrung der Interessen deutscher Grenzmärker) (1922 bis 1923)
- Reichswehrblock Roßbach (1923), aktiv im Bereich Magdeburg
- „Verein ehemaliger Offiziere der 3. M.G.K. der freiwilligen Sturmabteilung Roßbach, des Reichswehr-Jäger-Bataillons Nr. 37 und der Freiwilligen-Abteilung Schlesien“ („Verein ehemaliger Offiziere der früheren Roßbach-Formationen“) (14. November 1922 in München gegründet; angeblich im November 1923 eingegangen)
- Turnerschaften (gegliedert in Gaue, Bezirk, Kreise und Abschnitte) (1922 bis 1923)
- Robachabteilung (auch Roßbachgruppe, Roßbachbataillon, Bataillon Roßbach, Organisation Roßbach, Wehrverband Roßbach genannt)
- Roßbach e. V.

## Bekannte Mitglieder
- Martin Bormann, Reichsleiter der NSDAP und SS-Obergruppenführer, am Parchimer Fememord innerhalb des Freikorps beteiligt
- Kurt Daluege, SS-Oberst-Gruppenführer und Generaloberst der Polizei, Chef der Ordnungspolizei
- Karl von Eberstein, SS-Obergruppenführer, General der Waffen-SS und Polizei
- Wilhelm Ehrlich, Getöteter Putschist beim Hitlerputsch
- Karl Ernst, SA-Gruppenführer und Reichstagsabgeordneter
- Hans Hayn, SA-Führer
- Edmund Heines, SA-Gruppenführer und Reichstagsabgeordneter, an Fememord innerhalb des Freikorps beteiligt
- Wolf-Heinrich Graf von Helldorf, SA-Obergruppenführer
- Otto Hellwig, SS-Gruppenführer
- Rudolf Höß, SS-Obersturmbannführer, Kommandant des Vernichtungslagers Auschwitz, am Parchimer Fememord innerhalb des Freikorps beteiligt
- Karl Jahr, Widerstandskämpfer
- Walter Kadow, Volksschullehrer, 1923 im Parchimer Fememord von Kameraden ermordet
- Hans Kammler, SS-Obergruppenführer und General der Waffen-SS, Chef Bauwesen der SS und Heeresbauwesen
- Willi Klemm, SA-Brigadeführer
- Kurt Neubauer, Getöteter Putschist beim Hitlerputsch
- Paul Röhrbein, SA-Brigadeführer
- Fritz Schlessmann, SS-Gruppenführer
- Otto Wilhelm Scherber, Major der Luftwaffe und Btl.Kommandeur III./Luftlande Sturmregiment. Gefallen 20.5.41, Kreta.